# Phlebiastes emeljanovi
Phlebiastes emeljanovi är en insektsart som beskrevs av Mitjaev 1969. Phlebiastes emeljanovi ingår i släktet Phlebiastes och familjen dvärgstritar. Inga underarter finns listade i Catalogue of Life.